# Lista de universidades na Nigéria
Nigéria uma grande nação africana, está organizada em 36 Estados e um território capital federal (FCT) em Abuja. Cortesia do boom petrolífero dos anos de 1970, o ensino superior foi expandido para atingir cada sub-região da Nigéria. O governo federal e os governos estaduais anteriormente eram as únicas entidades licenciadas para operar Universidades na Nigéria. Recentemente, também foram concedidas licenças para individuais, colectivas e entidades religiosas para estabelecer universidades privadas, na Nigéria.
A Comissão Nacional de Universidades (Nigéria) (NUC;  National Universities Commission) é o principal corpo de reconhecimento que força o padrão uniforme e estabelece a capacidade de admissões de cada Universidade na Nigéria.

## Lista das Universidades Federais da Nigéria[1]
|    | Universidade Federal                      | Local                      | Website                      | Fundação |
| 1  | Abubakar Tafawa Balewa University         | Bauchi                     | http://www.atbu.edu.ng       | 1988     |
| 2  | Ahmadu Bello University                   | Zaria                      | http://www.abu.edu.ng        | 1962     |
| 3  | Bayero University                         | Kano                       | http://www.buk.edu.ng        | 1975     |
| 4  | Federal University Gashua                 | Yobe                       | http://www.fugashua.edu.ng   | 2013     |
| 5  | Federal University of Petroleum Resources | Effurun                    | http://www.fupre.edu.ng      | 2007     |
| 6  | Federal University of Technology          | Akure                      | http://www.futa.edu.ng       | 1981     |
| 7  | Federal University of Technology          | Minna                      | http://www.futminna.edu.ng   | 1982     |
| 8  | Federal University of Technology          | Owerri                     | http://www.futo.edu.ng       | 1980     |
| 9  | Federal University                        | Dutse - Jigawa State       | http://www.fud.edu.ng/       | 2011     |
| 10 | Federal University                        | Dutsin-Ma - Katsina        | http://www.fudutsinma.edu.ng | 2011     |
| 11 | Federal University                        | Kashere - Gombe State      | http://www.fukashere.edu.ng  | 2011     |
| 12 | Federal University                        | Lafia - Nasarawa State     | http://www.fulafia.edu.ng    | 2011     |
| 13 | Federal University                        | Lokoja - Kogi State        | http://www.fulokoja.edu.ng   | 2011     |
| 14 | Alex Ekwueme University                   | Ndufu-Alike - Ebonyi State | http://www.funai.edu.ng      | 2011     |
| 15 | Federal University, Otuoke                | Otuoke - Bayelsa           | http://www.fuotuoke.edu.ng/  | 2011     |
| 16 | Federal University                        | Oye-Ekiti - Ekiti State    | http://www.fuoye.edu.ng/     | 2011     |
| 17 | Federal University                        | Wukari - Taraba State      | http://www.fuwukari.edu.ng/  | 2011     |
| 18 | Federal University                        | Birnin Kebbi - Kebbi       | http://www.fubk.edu.ng       | 2013     |
| 19 | Federal University                        | Gusau - Zamfara            | http://www.fugusau.edu.ng    | 2013     |
| 20 | Michael Okpara University of Agriculture  | Umudike                    | http://www.mouau.edu.ng      | 1992     |
| 21 | Modibbo Adama University of Technology    | Yola                       | http://www.mautech.edu.ng    | 1981     |
| 22 | National Open University of Nigeria       | Lagos                      | http://www.nou.edu.ng        | 2002     |
| 23 | Nigeria Police Academy                    | Wudil                      | http://polac.edu.ng/         | 2013     |
| 24 | Nigerian Defence Academy                  | Kaduna                     | http://www.nda.edu.ng        | 1985     |
| 25 | Nnamdi Azikiwe University                 | Awka                       | http://www.unizik.edu.ng     | 1992     |
| 26 | Obafemi Awolowo University                | Ilê-Ifé                    | http://www.oauife.edu.ng     | 1962     |
| 27 | University of Abuja                       | Gwagwalada                 | http://www.uniabuja.edu.ng   | 1988     |
| 28 | Federal University of Agriculture         | Abeokuta                   | http://www.unaab.edu.ng      | 1988     |
| 29 | University of Agriculture                 | Makurdi                    | http://www.uam.edu.ng        | 1988     |
| 30 | University of Benin                       | Benim - Edo                | http://www.uniben.edu.ng     | 1970     |
| 31 | University of Calabar                     |                            | http://www.unical.edu.ng     | 1975     |
| 32 | University of Ibadan                      |                            | http://www.ui.edu.ng         | 1948     |
| 33 | University of Ilorin                      |                            | http://www.unilorin.edu.ng   | 1975     |
| 34 | University of Jos                         |                            | http://www.unijos.edu.ng     | 1975     |
| 35 | University of Lagos                       |                            | http://www.unilag.edu.ng     | 1962     |
| 36 | University of Maiduguri                   |                            | http://www.unimaid.edu.ng    | 1975     |
| 37 | University of Nigeria                     | Nsukka                     | http://www.unn.edu.ng        | 1960     |
| 38 | University of Port-Harcourt               |                            | http://www.uniport.edu.ng    | 1975     |
| 39 | University of Uyo                         |                            | http://www.uniuyo.edu.ng     | 1991     |
| 40 | Usumanu Danfodiyo University              |                            | http://www.udusok.edu.ng     | 1975     |
| 41 | Nigerian Maritime University              | Okerenkoko Delta State     |                              | 2018     |
| 42 | Air Force Institute of Technology         | Kaduna                     | https://afit.edu.ng          | 2018     |
| 43 | Nigerian Army University                  | Biu                        | https://naub.edu.ng/         | 2018     |

## Lista das Universidades Estaduais da Nigéria[2]
|    | Universidade Estadual                               | Cidade              | Website                          | Fundação |
| 1  | Abia State University                               | Uturu               | http://www.absu.edu.ng           | 1981     |
| 2  | Adamawa State University                            | Mubi                | http://www.adsu.edu.ng           | 2002     |
| 3  | Adekunle Ajasin University,                         | Akungba             | http://www.aaua.edu.ng           | 1999     |
| 4  | Akwa Ibom State University                          | Ikot Akpaden        | http://www.aksu.edu.ng           | 2010     |
| 5  | Ambrose Alli University,                            | Ekpoma              | http://www.aauekpoma.edu.ng      | 1980     |
| 6  | Chukwuemeka Odumegwu Ojukwu University              | Uli                 | http://coou.edu.ng/              | 2000     |
| 7  | Bauchi State University                             | Gadau               | http://www.basug.edu.ng          | 2011     |
| 8  | Benue State University                              | Makurdi             | http://www.bsum.edu.ng           | 1992     |
| 9  | Yobe State University                               | Damaturu            | http://www.ysu.edu.ng            | 2006     |
| 10 | Cross River State University of Technology          | Calabar             | http://www.crutech.edu.ng        | 2004     |
| 11 | Delta State University                              | Abraka              | http://www.delsu.edu.ng          | 1992     |
| 12 | Ebonyi State University,                            | Abakaliki           | http://www.ebsu.edu.ng           | 2000     |
| 13 | Ekiti State University                              |                     | http://www.eksu.edu.ng           | 1982     |
| 14 | Enugu State University of Science and Technology,   | Enugu               | http://www.esut.edu.ng           | 1982     |
| 15 | Gombe State Univeristy,                             | Gombe               | http://www.gsu.edu.ng            | 2004     |
| 16 | Ibrahim Badamasi Babangida University,              | Lapai               | http://www.ibbu.edu.ng           | 2005     |
| 17 | Ignatius Ajuru University of Education,             | Rumuolumeni         | http://www.iaue.edu.ng           | 2010     |
| 18 | Imo State University,                               | Owerri              | http://www.imsu.edu.ng           | 1992     |
| 19 | Sule Lamido University,                             | Kafin Hausa, Jigawa | http://www.slu.edu.ng            | 2013     |
| 20 | Kaduna State University,                            | Kaduna              | http://www.kasu.edu.ng           | 2004     |
| 21 | Kano University of Science & Technology,            | Wudil               | http://www.kust.edu.ng           | 2000     |
| 22 | Kebbi State University of Science and Technology,   | Aliero              | http://www.ksusta.edu.ng         | 2006     |
| 23 | Kogi State University                               | Anyigba             | http://www.ksu.edu.ng            | 1999     |
| 24 | Kwara State University,                             | Ilorin              | http://www.kwasu.edu.ng          | 2009     |
| 25 | Ladoke Akintola University of Technology,           | Ogbomoso            | http://www.lautech.edu.ng        | 1990     |
| 26 | Ondo State University of Science and Technology     | Okitipupa           | http://www.osustech.edu.ng       | 2008     |
| 27 | River State University                              |                     | http://www.rsu.edu.ng            | 1979     |
| 28 | Olabisi Onabanjo University,                        | Ago Iwoye           | http://www.oouagoiwoye.edu.ng    | 1982     |
| 29 | Lagos State University,                             | Ojo                 | http://www.lasu.edu.ng           | 1983     |
| 30 | Niger Delta University                              | Yenagoa             | http://www.ndu.edu.ng            | 2000     |
| 31 | Nasarawa State University                           | Keffi               | http://www.nsuk.edu.ng           | 2002     |
| 32 | Plateau State University                            | Bokkos              | http://www.plasu.edu.ng          | 2005     |
| 33 | Tai Solarin University of Education                 | Ijebu Ode           | http://www.tasued.edu.ng         | 2005     |
| 34 | Umar Musa Yar' Adua University                      | Katsina             | http://www.umyu.edu.ng           | 2006     |
| 35 | Osun State University                               | Osogbo              | http://www.uniosun.edu.ng        | 2006     |
| 36 | Taraba State University,                            | Jalingo             | http://www.tsuniversity.edu.ng   | 2008     |
| 37 | Sokoto State University                             |                     | http://www.ssu.edu.ng            | 2009     |
| 38 | Yusuf Maitama Sule University                       | Kano                | http://www.nwu.edu.ng            | 2012     |
| 39 | Oyo State Technical University                      | Ibadan              | https://tech-u.edu.ng/           | 2012     |
| 40 | Ondo State University of Medical Sciences           |                     | http://www.unimed.edu.ng         | 2015     |
| 41 | Edo University                                      | Iyamo               | http://www.edouniversity.edu.ng/ | 2016     |
| 42 | Eastern Palm University Ogboko, Imo State           |                     | https://www.epu.edu.ng/          | 2016     |
| 43 | University of Africa Toru Orua, Bayelsa State       |                     | https://www.uat.edu.ng/public/   | 2016     |
| 44 | Bornu State University,                             | Maiduguri           |                                  | 2016     |
| 45 | Moshood Abiola University of Science and Technology | Abeokuta            |                                  | 2017     |
| 46 | Gombe State University of Science and Technology    |                     |                                  | 2017     |
| 47 | Zamfara State University                            |                     |                                  | 2018     |
| 48 | Bayelsa Medical University                          |                     |                                  | 2019     |
|    |                                                     |                     |                                  |          |

## Lista das Universidades Privadas da Nigéria[3]
|   | Universidade Privada | Local | Website                     | Fundação |
| 1 | Achievers University | Owo   | http://www.achievers.edu.ng | 2007     |

.